# Dreikanter Head
Das Dreikanter Head ist ein keilförmiges Felsenkliff an der Scott-Küste des ostantarktischen Viktorialands. Es ragt in der Entstehungszone von Hunt- und Marston-Gletscher am Westufer des Granite Harbor auf. 
Teilnehmer der Terra-Nova-Expedition (1910–1913) des britischen Polarforschers Robert Falcon Scott benannten es. Benannt wurde es nach seiner aus südöstlicher Blickrichtung dreikantigen Erscheinungsform. 